# Droits LGBT à Saint-Marin

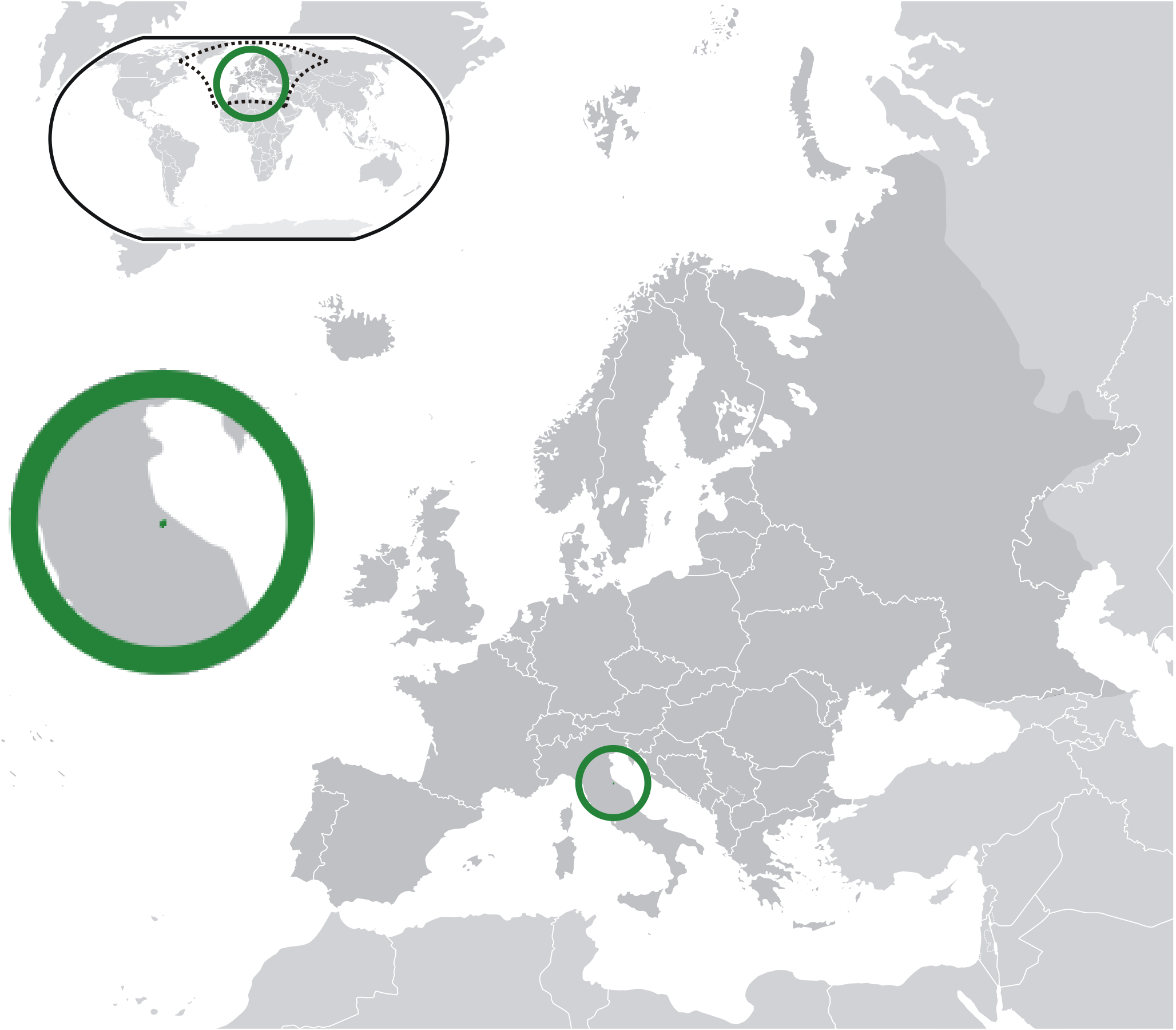
Localisation de Saint-Marin.

Les personnes lesbiennes, gays, bisexuelles et transgenres (LGBT) à Saint-Marin disposent d'une reconnaissance légale, mais possèdent moins de droits que les couples hétérosexuels.

## Droit saint-marinais ethomosexualité
La pénalisation de l'homosexualité à Saint-Marin a été abolie en 1864. Cependant, en 1974 le Grand Conseil général adopte un Code Pénal, entré en vigueur en 1975, avec un article 274 disposant : « Les actes homosexuels pourront être punis d'un emprisonnement de 3 mois à un an, si ceux-ci sont habituels et ont causé un scandale public ». Celui-ci est abrogé en septembre 2004 par la loi n°121 du 23 septembre 2004.

## Reconnaissance légale des couples homosexuels
La reconnaissance légale des couples homosexuels intervient progressivement à partir des années 2010 à Saint-Marin. Le 17 juin 2012, le Grand Conseil général adopte une loi permettant aux personnes étrangères en couple avec un saint-marinais du même sexe, de rester dans le pays. Cette loi ne donne pas de droits supplémentaires (en dehors de l'immigration) à ces couples, mais a été salué comme une avancée historique. Le projet de loi est adopté par 30 voix contre 20.
En avril 2014, un Saint-Marinais marié à Londres a déposé une pétition pour lancer le débat sur la reconnaissance des mariages homosexuels étrangers à Saint-Marin. Le 19 septembre 2014, le Grand Conseil général a débattu et rejeté les modifications proposées par 35 voix contre 15. Le 8 avril 2015, ce même homme décide de tout faire pour faire enregistrer son mariage dans le pays.
Le Grand Conseil général vote l'ouverture de l'union civile aux couples homosexuels le 16 novembre 2018, par 40 voix pour, 4 contres et 4 abstentions. La première union civile homosexuelle a lieu en 2019[réf. nécessaire].
Lors du référendum saint-marinais du 2 juin 2019, la proposition de loi interdisant les discriminations basées sur l'orientation sexuelle est approuvée par 71,46 % des votants.

## Tableau récapitulatif
| Dépénalisation de l’homosexualité                                                   | Depuis 1864                            |
| Majorité sexuelle identique à celle des hétérosexuels                               | Oui                                    |
| Interdiction des discours de haine contre les LGBT                                  | liées à l'orientation sexuelle en 2019 |
| Interdiction de la discrimination liée à l'orientation sexuelle à l'embauche        | Oui                                    |
| Interdiction de la discrimination liée à l'identité de genre dans tous les domaines | Oui depuis le référendum de 2019       |
| Mariage civil                                                                       | Non                                    |
| Partenariat civil                                                                   | Oui (depuis 2019)                      |
| Adoption conjointe dans les couples de personnes de même sexe                       | Non                                    |
| Adoption par les personnes homosexuelles célibataires                               | Non                                    |
| Droit pour les gays de servir dans l’armée                                          | Oui                                    |
| Droit de changer légalement de genre (après stérilisation)                          | Non                                    |
| Gestation pour autrui pour les gays                                                 | Non                                    |
| Accès aux FIV pour les lesbiennes                                                   | Non                                    |
| Autorisation du don de sang pour les HSH                                            | Oui                                    |